# Кам'янка (Шосткинський район)
Ка́м'янка — село в Україні, у Середино-Будській міській громаді Шосткинського району Сумської області. Населення становить 421 осіб. До 2020 орган місцевого самоврядування — Кам'янська сільська рада.
Відстань до центру громади становить близько 16 км.

## Географія
Село Кам'янка знаходиться біля витоків річки Свига, нижче за течією на відстані 3,5 км розташоване село Пигарівка. Через село проходять автомобільна дорога Т 1915 і залізниця, станція Вирішальний за 1,5 км. На такій самій відстані знаходиться зняте з обліку 2007 року село Курган.

## Назва
Село Кам'янка запозичило свою назву від назви місцевих озер, які здавна називалися Кам'яними через наявність поблизу них великої кількості уламків гірських порід (каменів, валунів), занесених в ці місця з півночі в ході останнього льодовикового періоду. На користь цього свідчить і первісна назва села — Кам'яні Озера (1723).

## Символіка
Герб складається з двох частин. Вгорі на синьому тлі зображений камінь - уламок гірської породи, де синій колір символізує кам'яні озера, що вказує на назву села (герб є промовистим). З боків камінь оточюють два цукрові буряки, що вказує на існування в минулому цукрового заводу в селі. Форма буряків (без гички) також вказує на озера. Нижня частина герба, на червоному тлі герб родини Покорського-Жоравських - покора (срібна підкова кінцями вниз та золотий ключ зубом вліво і вниз). В селі знаходився їх родинний маєток.

## Історія
Хто і коли заснував Кам'янку, точно невідомо. Згідно показів місцевих жителів, які вони давали в ході Генерального слідства про маєтності Стародубського полку 1729 р., їх село поселив «слободою на корогов Чернацький», який був новгородським сотником в 1673 році. Жителі сусіднього села Голубівки вважали цю думку помилковою і стверджували, що село Кам'янку «осаджував Черняй», який займав вказаний уряд в 1675 році.
Будь-яких інших доказів, які б підтверджували чи спростовували свідчення голубовських та кам'янських жителів, знайдено не було. У зв'язку з цим А. М. Лазаревський не став приписувати заснування Кам'янки комусь одному з двох сотників і в своєму «Описі старої Малоросії. Стародубський полк» вказали, що вона була поселена «перед Чигиринщиною, на корогов, Чернацбким (Черняем), на той час будучим сотником новгородським».
З дня поселення Кам'янка перебувала у володінні її засновника, а після його смерті була надана на ранг новгородському сотнику Костянтину Мартиновичу Карнауху (1680–1684). У його володінні вона перебувала кілька років, після чого була передана у відомство Новгород-Сіверської сотенної і ратушної старшини і в наступні роки надавалася на ранг новгородським війтам — Погорілому, Іскрі та Карасю, а потім була повернута у відомство Новгород-Сіверської сотенної і ратушної старшини і в 1686–1687 рр. надана гетьманом Іваном Самойловичем новгородському сотнику Івану Стягайло (1686–1687, 1691–1692, 1698; 1699).
Однак кам'янські жителі не захотіли жити під його владою і звернулися до стародубського полковника Михайла Андрійовича Миклашевського з проханням взяти їх село в своє володіння. Миклашевський був зацікавлений у розширенні своїх маєтків і перенаправив прохання кам'нських селян Івану Мазепі, який 21 травня 1691 задовольнив їхнє прохання і передав Кам'янку Михайлу Миклашевському, а Петро І закріпив її за ним своєю грамотою від 9 квітня 1696.
19 березня 1706 М. А. Миклашевський загинув у бою під Несвіжем. Після його смерті Кам'янка перейшла у спадок до його синів — Андрія, Степана та Івана, і перебувала в їх володінні до приходу до влади І. Скоропадського, після чого оточення гетьмана звинуватило Михайла Миклашевського в тому, що він підкупив Івана Мазепу і незаконно заволодів Кам'янкою. На цій підставі Петро І відібрав село у спадкоємців М. А. Миклашевського і в грудні 1708 надав його на ранг новгородському сотнику Лук'яну Жоравко, а 7 липня 1718 закріпив його за ним своєю грамотою.
Влітку 1719 Лук'ян Жоравко помер. Незадовго до смерті він подарував Кам'янку своєму синові від першого шлюбу бунчуковому товаришу Григорію Лук'яновичу Жоравко, який по оборонному універсалу від 14 серпня 1719 володів в ній 8 дворами і 6 хатами (1723).
Після смерті Григорія Лук'яновича, яка настала 23 квітня 1724, його кам'янські володіння успадкувала його дружина Ганна Павлівна Жоравко (? — 13.04.1731), дочка наказного гетьмана Павла Полуботка, а від неї вони перейшли до її єдиної дочки Марії Григорівні Жоравко (? — до 1749).
23 січня 1732 Марія Григорівна вийшла заміж за Могилянського сотника Максима Михайловича Турківського та передала йому в придане село Кам'янку з хутором Кам'янським та інші свої володіння, які 29 квітня 1732 були закріплені за ним універсалом гетьмана Апостола.
Однак дітей від шлюбу у неї не було, і після її смерті все придане майно було повернуто її двоюрідним братам Івану Тимофійовичу Жоравко і Антону Тимофійовичу Жоравко, які в 1748 році добровільно розділили між собою вказані та інші володіння, а 14 грудня 1749 отримали на них підтверджувальні царські грамоти. Село Кам'янка «з усіма її приналежностями» дісталася за вказаним розділом Івану Тимофійовичу Жоравка, генеральному осавулу (1765–1781) та члену Малоросійської колегії з 1771 по 1782 рр.
На момент проведення Румянцевим опису Малоросії 1765–1768 рр. він володів в Кам'янці 34 дворами і 14 бездворовими хатами, а в 1779–1781 рр. — 65 дворами і 79 хатами. У зазначений час в селі проживало 82 обивателя зі своїми сім'ями, які займалися сільським господарством, вирощуванням конопель, зернових та інших сільськогосподарських культур.
Після смерті І. Т. Жоравко, що настала після 1792, Кам'янку успадкувала його єдина дочка Наталія Іванівна Покорська-Жоравко (7.07.1749 — після 1811), а від неї вона перейшла у спадок до її молодшого сина підполковника російської армії Федора Івановича Покорського-Жоравко (1778 — до 1828).
Як довго Кам'янка перебувала в його володінні точно невідомо. Після смерті Федора Івановича Кам'янка дісталася його сину поручнику Олександру Федоровичу Покорському-Жоравко (9.09.1814-1851), який був одружений з Єлизаветою Петрівною Скоропадською дочкою предводителя дворянства Конотопського повіту Петра Петровича Скоропадського, і мав від неї двох синів: Федора (5.03.1851 — ?) та Петра (15.02.1852 — ?).
За свідченням сучасників, Покорський-Жоравко мав в Кам'янці садибний будинок в англійському стилі і великий сад з липовими алеями і фонтаном зі свіжою джерельною водою. У кінці саду знаходилося велике кругле озеро з штучним островом, усадженим різними деревами і алеями.
На початку 50-х років ХІХ століття А. Ф. Покорський-Жоравко почав зведення в селі цукрового заводу, проте незабаром захворів і помер. Після його смерті йому володіння в Кам'янці перейшли у спадок до його неповнолітніх дітей і дружини Єлизавети Петрівни Покорської-Жоравко, яка в 1853 році закінчила будівництво цукрового заводу і почала випуск готової продукції. Напередодні скасування кріпосного права, в 1859 році, в Кам'янці значилося 154 двори, у яких проживало 438 чоловіків і 435 жінок. Більшість з них були кріпаками і належали Єлизаветі Петрівні Покорськії — Жоравко і її синам Федору і Петру, які в 1860 році володіли в селі Кам'янці та Кам'янському хуторі 445 кріпаками чоловічої статі і 24 дворовими кріпаками чоловічої статі.
30 березня 1858 Єлизавета Петрівна вийшла заміж за колезького асесора Петра Васильовича Псела (16.01.1822 — 04.1882) і стала проживати разом з ним в селі Григорівці Конотопського повіту.
Її новий чоловік був людиною розумною і чесною, проте мав хибну пристрасть до азартних ігор в карти. Може тому Єлизавета Петрівна припинила з ним шлюбні стосунки і в кінці 70 -х років позаминулого століття продала свою економію в Кам'янці «Товариству цукрових і рафінадних заводів братів Терещенків».
По межі купленої економії новий власник вирив глибокі канави і став суворо карати місцевих селян за випас на цій території худоби і порубку лісу. Це викликало незадоволення серед кам'янських жителів, і вони підпалили його ліс і цегельну. Незабаром після цього товариство припинило свою господарську діяльність в економії і передало її в оренду місцевому підприємцю Родіону Георгійовичу Біловському.
В цей час в Кам'янці функціонували 5 вітряних млинів, 1 заїжджий двір , 1 крупорушка і 1 гуральня, на яких працювала значна частина місцевих жителів. За свою роботу вони отримували невелику зарплату і в березні 1907 пред'явили своїм роботодавцям вимогу про збільшення оплати праці до 1 рубля в день для чоловіків і 65 копійок на день для жінок. Їх виступи носили наполегливий характер і закінчилися частковою перемогою: чоловікам було встановлено плату в розмірі 65 копійок на день, а жінкам 45 копійок на день.
Здавна, до проведення Румянцевской опису Малоросії 1765–1768 рр., в Кам'янці вже діяла дерев'яна Миколаївська церква, у якій в 1779–1781 рр. служив один священик і два паламаря. Однак в 1831 році вона згоріла від удару блискавки. Через два роки, в 1833 році, Олександр Федорович Покорський-Жоравко і його мати Парасковія Петрівна Покорська-Жоравко побудували в Кам'янці нову цегляну церкву на честь святителя Миколая. За свідченням вихованця Чернігівської духовної семінарії Федора Богуславського, нова церква «мала в довжину 11, завширшки 8, а у висоту 17 сажнів». У ній був встановлений витончено вирізаний іконостас з красивим живописом, а по кутах порожні глеки, що служили для посилення голосу священика. В церкві зберігалася чаша з дорогоцінними каменями і зображеннями святих, велике євангеліє, золотий престольний хрест завдовжки близько 35 сантиметрів з написом: «Гетьман Малої Русі Многогрішний», золотом шита риза та інші церковні цінності. Після приходу до влади більшовиків Миколаївську церкву закрили, її будівля почала занепадати і в 1974 році була зруйнована.
У 1874 році (за іншими даними — в 1876, 1884 рр.) в Кам'янці була відкрита земська школа, у якій в 1897 році навчалося 50 хлопчиків і 4 дівчинки, а в 1901 році — 59 хлопчиків і 2 дівчинки. Школа знаходилася в громадському будинку і утримувалася за рахунок коштів земства в сумі 165 руб. і сільського товариства в сумі 135 руб.
12 червня 2020 року, відповідно до Розпорядження Кабінету Міністрів України № 723-р «Про визначення адміністративних центрів та затвердження територій територіальних громад Сумської області» увійшло до складу Середино-Будської міської громади.
19 липня 2020 року, в результаті адміністративно-територіальної реформи та ліквідації Середино-Будського району, село увійшло до Шосткинського району.

## Найвідоміші уродженці
- Алексєєнко Іван Пименович (1899–1966) — український травматолог-ортопед, ректор Київського медичного інституту (1953–1959).